# کول (دیواندره)

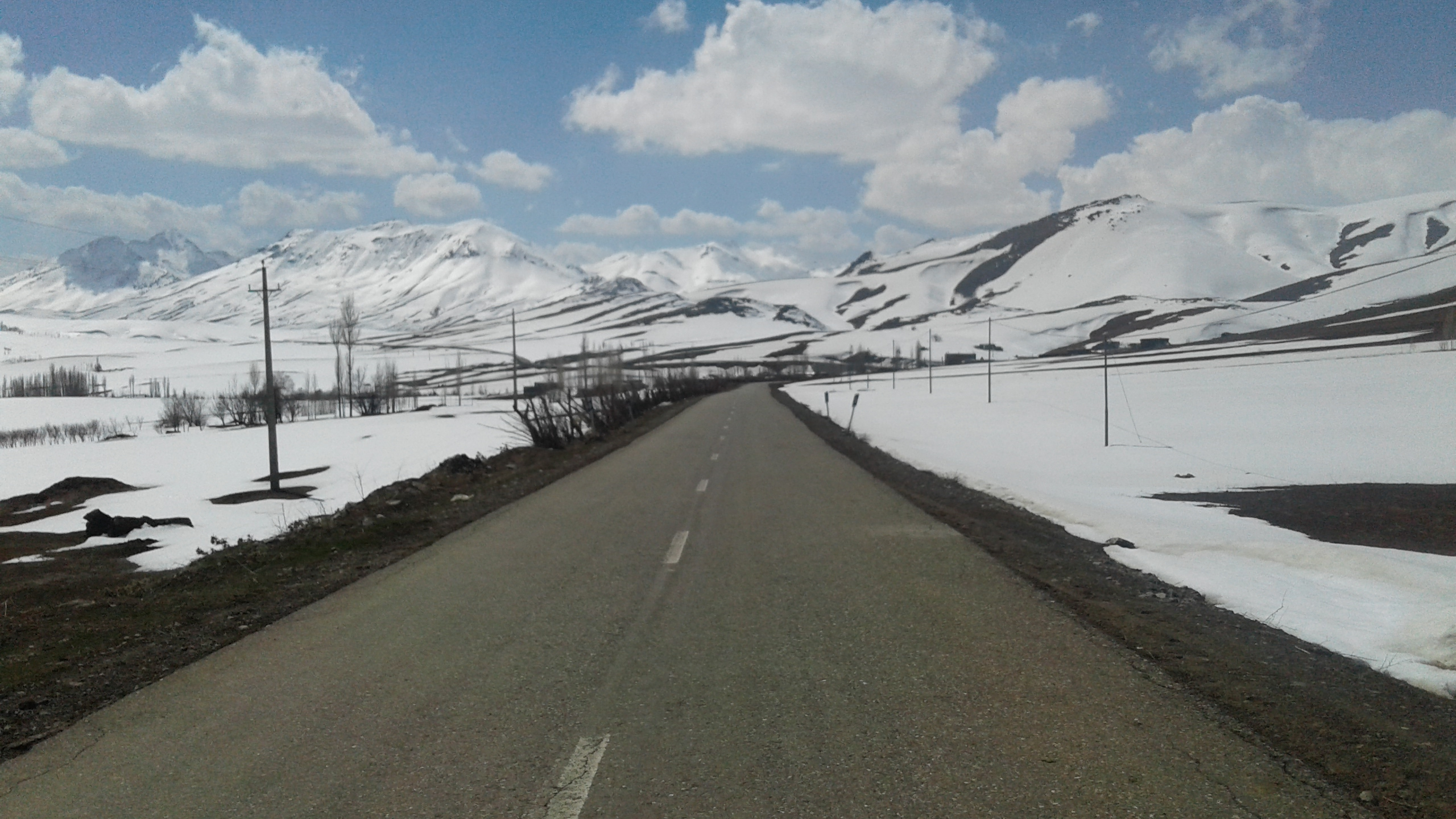
ورودی روستای کول

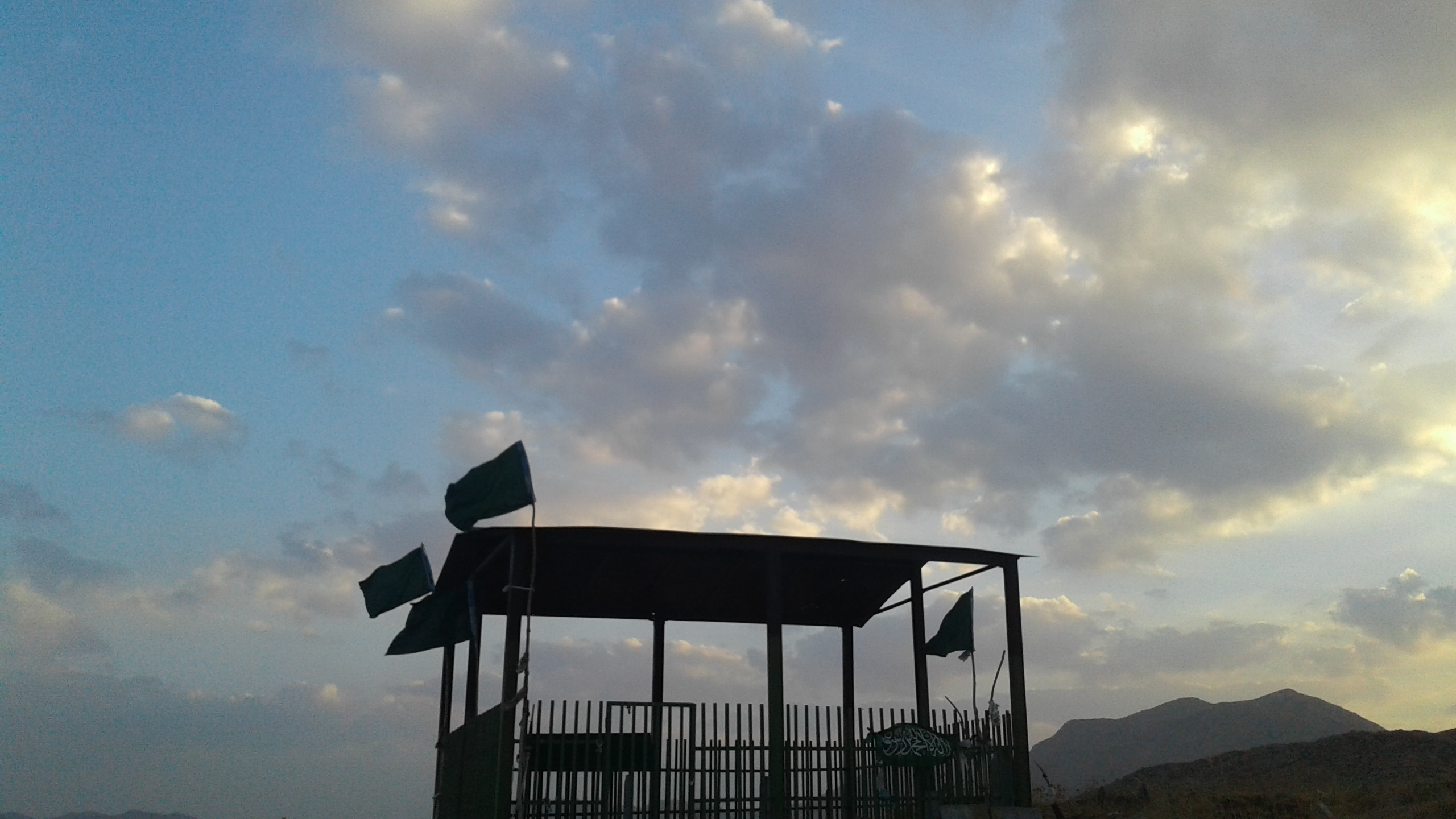
آرامگاه سید محمود کول

کول (به کوردی:کۆڵ)(دیواندره)، روستایی از توابع بخش سارال شهرستان دیواندره در استان کردستان ایران است.
این روستادر۶۵کیلومتری‌شهرستان‌دیواندره‌در بخش سارال‌ودرمیان‌کوه‌های‌سربه‌فلک‌کشیده‌ای‌قرارداردکه‌گاه‌باابرهادرارتباط‌است.روستای‌کول‌دارای۱۴۰خانه؛۱۷۰خانوارو۸۵۰نفرجمعیت‌میباشد.قدمت‌این‌روستابه۳۳۵سال‌پیش‌برمیگرددالبته‌این‌قدمت‌روستای‌کنونی‌است‌امابه‌روایتی‌وبه‌گفته‌بزرگان‌وبه‌روایتی‌ازروزنامه‌سیروان‌قبل‌ازاین‌تاریخ‌روستای‌دیگری‌نیزبوده‌است‌که‌اسمش‌گل‌بوده‌ودراثربارش‌برف‌زیادویران‌شده.
این روستا کولبه‌علت‌طبیعت‌بکروموقعیت‌جغرافیایی‌که‌داردمکان‌خوبی‌برای‌گردشگران‌وطبیعت‌دوستان‌عزیزمیباشد.ازجمله‌جاهای دیدنی‌این‌روستاآرامگاه‌مرحوم‌سیدمحمودحسینی‌میباشدکه‌توجه‌شمارزیادی‌ازگردشگران‌رابه‌خودجلب‌کرده‌وسالانه‌ازتمام‌نقاط‌ایران‌زمین مسافران زیادی برای‌زیارت‌به‌این‌روستاسفرمیکنندهمچنین‌چندین‌شخصیت‌بزرگ‌دیگرازجمله‌حاج‌سیدباقی،حاج‌سیدفتح‌الله‌دراین‌روستامیباشد.دیگرمکان‌زیبای‌این‌روستاچشمه یا کانی‌احمدمری است که تمام طول‌سال‌مقدار زیادی‌اب‌ازاین‌چشمه‌می جوشد.کوه‌های‌رمضان‌گولوه‌ن،حمه‌شوان،تاله‌سواروسه‌په‌لکان‌ازجاهای‌دیگراین‌روستاست‌که‌مکان‌خوبی‌برای‌گذراندن‌اوقات‌فراغت‌میباشد....
```
مردم‌این‌روستامردمانی‌مهمان‌نوازخون‌گرم‌وخوش‌ذوق‌هستندکه‌به‌کاردامداری‌وکشاورزی‌مشغول‌میباشند.دراین‌روستافصل‌هامعنای‌واقعی‌خودرادارندوهرفصل‌قشنگی‌منحصربه‌فردخودرادارند.به‌طبیعت‌دوستان‌وگردشگران‌گرامی‌توصیه‌میشودحتمن‌به‌این‌روستاصفرکرده‌واززیبایی‌های‌ان‌لذت‌ببرید.
```

## جمعیت
این روستا در دهستان سارال قرار دارد و براساس سرشماری مرکز آمار ایران در سال ۱۳۸۵، جمعیت آن ۵۲۹ نفر (۱۰۲خانوار) بوده‌است.